# Hrnčiarska Ves
Hrnčiarska Ves este o comună slovacă, aflată în districtul Poltár din regiunea Banská Bystrica. Localitatea se află la altitudinea de 236 m deasupra n.m., se întinde pe o suprafață de 25,78 km2 și în 2017 număra 960 de locuitori.

## Istoric
Localitatea Hrnčiarska Ves este atestată documentar din 1285.

## Demografie
| An:                | 1994 | 2004   | 2014   | 2024   |
| ------------------ | ---- | ------ | ------ | ------ |
| Număr de persoane: | 908  | 938    | 1006   | 936    |
| Diferență:         |      | +3,30% | +7,24% | −6,95% |

| An:                | 2023 | 2024   |
| ------------------ | ---- | ------ |
| Număr de persoane: | 932  | 936    |
| Diferență:         |      | +0,42% |